# Карьерное (Крым)
Карье́рное (до 1948 года Но́вый Коту́р, укр. Кар'єрне, крымскотат. Yañı Qotur, Янъы Къотур) — село в Сакском районе Республики Крым, в составе Охотниковского сельского поселения (согласно административно-территориальному делению Украины — Охотниковского сельского совета Автономной Республики Крым).

## Население
| 2001 | 2014 |
| ---- | ---- |
| 1292 | ↘994 |

### Динамика численности
- 1926 год — 60 чел.[9]
- 1989 год — 945 чел.[10]
- 2001 год — 1292 чел.[11]
- 2009 год — 1352 чел.[12]
- 2014 год — 994 чел.[13]

## Современное состояние
На 2016 год в Карьерном числится 8 улиц; на 2009 год, по данным сельсовета, село занимало площадь 146 гектаров, на которой в 525 дворах числилось 1352 жителя. В селе действуют средняя общеобразовательная школа, сельский клуб с детским садом «Солнышко», сельская библиотека, фельдшерско-акушерский пункт, церковь великомученика Феодора Стратилата. Карьерное связано автобусным сообщением с Саками, Евпаторией и соседними населёнными пунктами.В 2011 году на территории старого карьера возле села Карьерное было завершено строительство последней из четырёх очередей солнечной электростанции «Охотниково» общей мощностью 80 МВт. Расположенная в 2 километрах от границ села магистральная подстанция 330кВ «Западнокрымская» имеет адрес села. В Карьерном действует мечеть Яны Котур джамиси.

## География
Карьерное — крупный посёлок в центре Сакского района, в степном Крыму, высота центра села над уровнем моря — 33 м. Соседние сёла — Громовка менее 1 км на юг, Наумовка в 2,5 км на северо-восток и Рунное в 2 км на запад. Расстояние до райцентра — около 20 километров (по шоссе), там же ближайшая железнодорожная станция Саки (на линии Остряково — Евпатория). В посёлке заканчивается грузовая железножорожная линия от станции Саки к каменоломням. Транспортное сообщение осуществляется по региональной автодороге 35Н-441 Новосёловское — Саки (по украинской классификации С-0-11121).

## История
Впервые в доступных источниках село встречается в Статистическом справочнике Таврической губернии 1915 года, согласно которому в Сакской волости Евпаторийского уезда числились деревня Котур (Танагоза) и одноимённая экономия Оберова.
После установления в Крыму Советской власти, по постановлению Крымревкома от 8 января 1921 года № 206 «Об изменении административных границ» была упразднена волостная система и село вошло в состав Евпаторийского района Евпаторийского уезда, а в 1922 году уезды получили название округов. 11 октября 1923 года, согласно постановлению ВЦИК, в административное деление Крымской АССР были внесены изменения, в результате которых округа были отменены и произошло укрупнение районов — территорию округа включили в Евпаторийский район. Согласно Списку населённых пунктов Крымской АССР по Всесоюзной переписи 17 декабря 1926 года, в селе Котур (русский), в составе упразднённого к 1940 году Башмакского сельсовета Евпаторийского района, числилось 18 дворов, все крестьянские, население составляло 60 человек, из них 28 украинцев, 20 немцев и 6 русских. Постановлением президиума КрымЦИК от 26 января 1935 года «Об образовании новой административной территориальной сети Крымской АССР» был создан Сакский район и село включили в его состав.
Вскоре после начала Великой Отечественной войны, 18 августа 1941 года крымские немцы Котура были выселены, сначала в Ставропольский край, а затем в Сибирь и северный Казахстан. В годы войны на фронтах сражались и жители Нового Котура. В их честь в в центре села установлен памятный знак в виде ступенчатого обелиска, на котором выбиты фамилии 13 погибших.
После освобождения Крыма от фашистов, 12 августа 1944 года было принято постановление № ГОКО-6372с «О переселении колхозников в районы Крыма», по которому в район из Курской и Тамбовской областей РСФСР в район переселялись 8100 колхозников, а в начале 1950-х годов последовала вторая волна переселенцев из различных областей Украины. С 25 июня 1946 года Котур Новый в составе Крымской области РСФСР. Указом Президиума Верховного Совета РСФСР от 18 мая 1948 года, Котур Новый переименовали в Карьерное. 26 апреля 1954 года Крымская область была передана из состава РСФСР в состав УССР. Время включения в состав Охотниковского сельсовета пока не установлено: на 15 июня 1960 года село уже числилось в его составе. Указом Президиума Верховного Совета УССР «Об укрупнении сельских районов Крымской области», от 30 декабря 1962 года село присоединили к Евпаторийскому району. 1 января 1965 года, указом Президиума ВС УССР «О внесении изменений в административное районирование УССР — по Крымской области», Евпаторийский район был упразднён и село включили в состав Сакского (по другим данным — 11 февраля 1963 года). По данным переписи 1989 года в селе проживало 945 человек. С 12 февраля 1991 года село в восстановленной Крымской АССР, 26 февраля 1992 года переименованной в Автономную Республику Крым.
Решением Верховного Совета АРК от 18 сентября 2013 года посёлку Карьерное присвоен статус села. С 21 марта 2014 года в составе Крыма аннексировано Россией.